# Mary Nimmo Moran
Mary Nimmo Moran (16 de mayo de 1842 – 25 de septiembre de 1899) fue una grabadora estadounidense de paisajes del siglo XIX, especializada en aguafuerte. Completó aproximadamente 70 grabados de paisajes, que incluyen escenas de Inglaterra y Escocia, así como Long Island, Nueva Jersey, Florida y Pensilvania. En 1881, fue una de las ocho personas estadounidenses y la primera mujer elegida miembro de la Royal Society of Painter-Etchers de Londres. Era la esposa del artista e ilustrador estadounidense Thomas Moran. El paisaje de Mary Nimmo Moran "Vista de Newark desde las praderas" se encuentra en la colección del Museo de Arte de Newark.

## Biografía

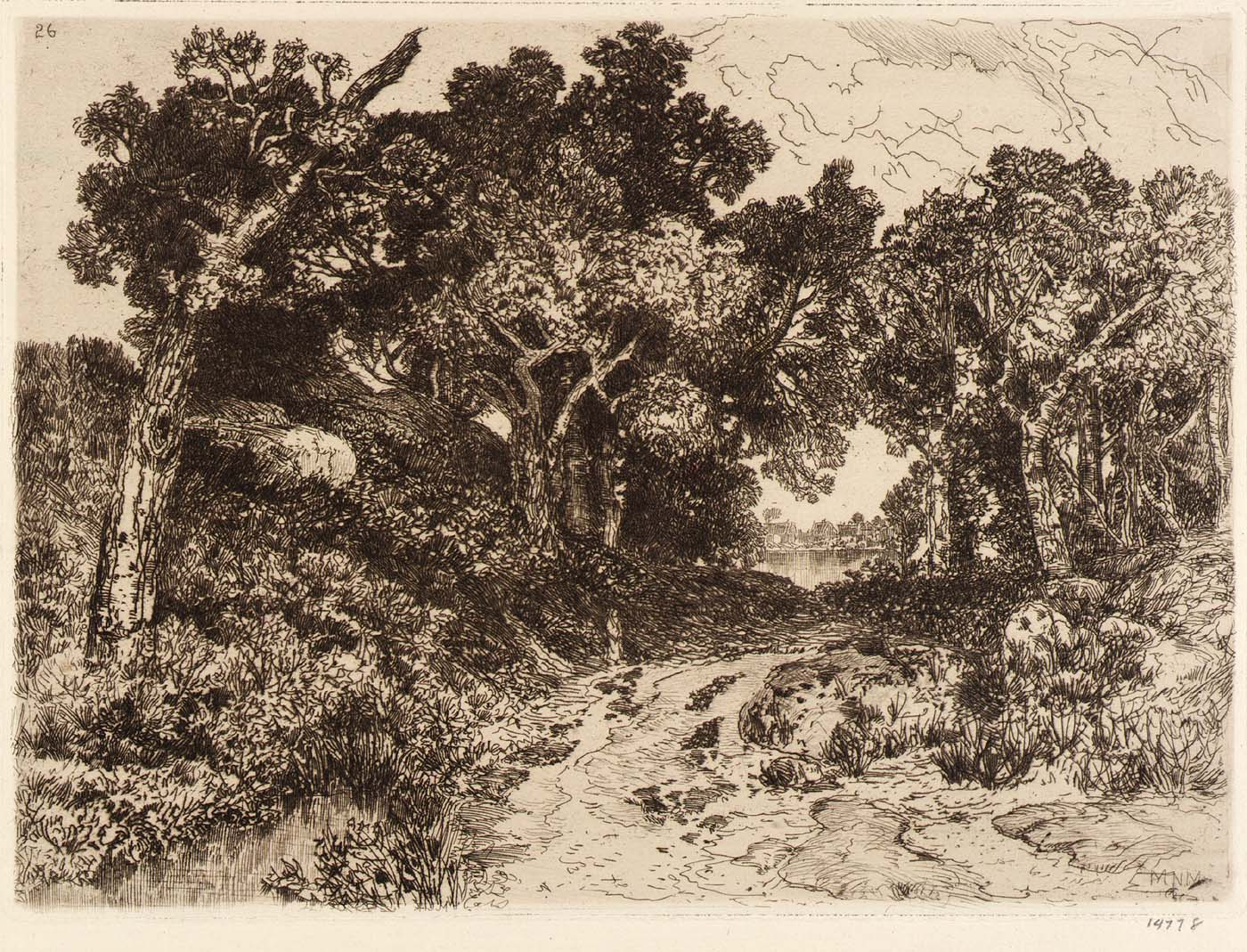
Mary Nimmo Moran, Across The Water, 1880-90 – Grabado (14,9 x 20,2 cm)

Nimmo Moran nació en Strathaven, Escocia, en 1842 en el seno de una familia de tejerdores, hija de Mary y Alfred Nimmo. Tras la muerte de su madre en 1847, cuando Nimmo Moran tenía cinco años, su padre trasladó a la joven y a su hermano a Estados Unidos, estableciendo la familia en Crescentville, Filadelfia, Pensilvania. En 1863 comenzó a estudiar con su vecino Thomas Moran, quien luego se ganó una reputación local como artista. Dos años después, la pareja se casó y se mudó a Filadelfia, donde tuvieron dos hijas y un hijo. En 1879, su esposo introdujo a Nimmo Moran en la técnica de grabado trabajando directamente sobre una placa de cobre. Su primer grabado fue un paisaje de Florida que creó a partir del recuerdo de un viaje familiar en 1877. La mayoría de sus grabados fueron realizados cerca de sus diversos hogares, ya que las responsabilidades hacia su creciente familia tan solo le permitían viajar ocasionalmente.
Fue elegida para la Society of Painter-Etchers de Nueva York y se convirtió en la única mujer entre los 65 becarios originales de la Royal Society of Painter-Etchers de Londres. Sus grabados fueron reconocidos por su audacia y originalidad, y fueron recogidos por el crítico británico John Ruskin, entre otros. Nimmo Moran a menudo firmaba sus grabados "M. Nimmo Moran" o "MN Moran", lo que llevó a muchas personas, incluyendo a los comités de admisión de miembros, a creer que era una artista masculina.
La familia Moran se mudó a Newark, Nueva Jersey en 1872. En 1884 se mudaron a East Hampton, Long Island, lugar que se convirtió en el tema de muchos de los grabados más exitosos de Nimmo Moran. La casa de Moran en East Hampton se convirtió en el centro de una colonia productiva de artistas y hoy es un Monumento Histórico Nacional.
Nimmo Moran exhibió su trabajo en el Edificio de la Mujer en la Exposición Mundial Colombina de 1893 en Chicago, Illinois.
Nimmo Moran fue descrita como una mujer brillante y formada en muchos campos diferentes del arte.

## Muerte
Moran murió de fiebre tifoidea en 1899, después de amamantar a su hija Ruth durante la enfermedad. Fue enterrada junto a Goose Pond, un lugar recurrente en muchos de sus grabados, cerca de su casa en East Hampton.

## Registro de la subasta
El 9 de junio de 2011, Swann Galleries subastó el Long Island Landscape de Nimmo Moran, un óleo sobre panel de 1880, que fue su primera pintura en ser subastada. Se vendió por 64.800 dólares.

## Obras de arte
| Nombre                                                   | Fecha     | Medio                                                   | Talla          |
| -------------------------------------------------------- | --------- | ------------------------------------------------------- | -------------- |
| Across the water                                         | 1880 – 90 | grabado                                                 | 14,9 x 20,2 cm |
| The Bay                                                  | 1880 – 90 | grabado                                                 | 20,3 x 29,5 cm |
| Bridge over the Buskill, Easton, Pa.                     | 1879      | grabado                                                 | 17,7 x 10,3 cm |
| Cattails and trees                                       | 1880 – 90 | grabado                                                 | 10,3 x 17,8 cm |
| Cattle in a Pond                                         | 1881      | grabado                                                 | 14,8 x 22,7 cm |
| The Coast of Florida                                     | 1887      | grabado                                                 | 8,3 x 15,1 cm  |
| Gardiner's Bay, LI, Seen from Fresh Pond                 | 1884      | grabado en pergamino                                    | 19,8 x 29,2 cm |
| Home of the Muskrat                                      | 1884      | grabado                                                 | 11,7 x 28,9 cm |
| House by a Stream                                        | 1881      | grabado                                                 | 30,5 x 15,2 cm |
| Long Island Landscape                                    | 1880      | óleo sobre tabla                                        | 50 x 76 cm     |
| Looking Seaward                                          | 1885      | grabado                                                 | 29,3 x 44,4 cm |
| Meadowland                                               | 1884      | grabado                                                 | 12,7 x 29,2 cm |
| My Neighbor's Home-Easthampton                           | 1883      | grabado                                                 | 20,3 x 30,3 cm |
| The Old Homestead                                        | 1880      | aguafuerte                                              | 19,7 x 30,4 cm |
| Lindens- Near Easthampton                                | 1885      | grabado                                                 | 20,2 x 30,2 cm |
| Salt Water Ponds                                         | 1884      | grabado                                                 | 24,8 x 28,7 cm |
| The Garden Path, Easthampton                             | 1894      | óleo sobre tabla                                        | 35,7 x 25,5 cm |
| The "home, sweet home" of John Howard Payne, Easthampton | 1885      | grabado                                                 | 40,5 x 33,2 cm |
| The Sea through the Woods                                | 1880 – 90 | grabado                                                 | 20,3 x 14,8 cm |
| Three Maidens at the River                               | 1880 – 90 | grabado                                                 | 17,3 x 14,7 cm |
| Twilight                                                 | 1880 – 90 | aguafuerte, papel de lija y piedra escocesa sobre papel | 7,8 x 13,8 cm  |